# Psachná
Psachná (grec moderne : Ψαχνά) est un village au centre-nord de l'île d'Eubée, sur la côte du golfe Nord d'Eubée, en Grèce. Depuis le programme Kallikratis, c'est le chef-lieu du dème (municipalité) de Dírfys-Messápia, regroupement des dèmes de Dírfys et Messápia.
En 1969, la mine à ciel ouvert de Psachná est ouverte, avec l'exploitation du gisement de latérite nickelifère local destiné à la fonderie Larco à Lárymna. En 1970, la nouvelle mine contribue pour 300 000 t de minerai titrant 1,1 % de nickel aux 501 409 t de minerai sont par la compagnie. Les réserves de minerai, de plusieurs dizaines de millions de tonnes, justifient des investissements lourds. Au début du XXIe siècle, la production annuelle de cette mine se situe entre 1 500 000 et 1 600 000 t tonnes de minerai d'une teneur en nickel comprise entre 1 et 1,03 %. En 1977, la plus longue bande transporteuse d'Europe, longue de 7,5 km, est mise en service pour transporter le minerai des mines vers le port. Cette bande présente aussi la particularité d'exploiter la baisse d’altitude pour produire de l’électricité.